# Habitatge a l'avinguda d'Espanya, 12 (Tremp)
L'Habitatge a l'avinguda d'Espanya, 12 és un edifici de Tremp (Pallars Jussà) protegit com a Bé Cultural d'Interès Local.

## Descripció
Es tracta d'un edifici entre mitgeres situat a l'Avinguda d'Espanya. L'edifici consta d'una construcció de quatre altures, planta baixa i tres pisos. Destaca el tractament formal dels elements arquitectònics amb regust classicista. La planta baixa mostra parament de pedra vista i consta d'un accés situat a la dreta i d'un finestral amb dos mainells. En el primer pis destaquen especialment les dues finestres, amb ampit corregut suportat per mènsules molt desenvolupades. L'altre element destacable del frontis és la galeria del pis superior, conformada per cinc arcs de mig punt, a mode de solana, decorada amb elements geomètrics i vegetals esgrafiats. La propietat de la "Caja de pensiones para la Vejez y de Ahorro" queda ressaltada a partir de l'anagrama que es repeteix en relleus petris, vitralls i reixes metàl·liques.